# Oversvømmelsen i Asien 2011
Oversvømmelsen i Asien 2011 var en oversvømmelse i Thailand, Cambodia, Vietnam, Laos og Filippinerne . der brød ud i midten af juli 2011 . Pr. 20. oktober 2011 havde oversvømmelserne kostet mindst 700 mennesker livet i Thailand, Cambodia, Laos og Vietnam. Mindst otte millioner mennesker var berørt af oversvømmelserne. 

## Thailand
- 61 provinser og 8,5 millioner mennesker er ramt af oversvømmelser, der er udkommanderet 10.000 soldater, der skal hjælpe i kampen mod vandet. [4][5]
- Hovedstaden, Bangkok, var på et tidspunkt truet af vandmasserne [6], men er pr. 16. oktober 2011 meldt udenfor fare [4]. Senere viste det sig dog, at det ikke var korrekt. I følge premierminister Yingluck Shinawatra vil det være umuligt at beskytte hele hovedstaden. Hun siger endvidere, at Thailand står midt i en national krise. [7]
- Pga. risikoen for overfald på mennesker udlover myndighederne nu en dusør på 1.000 bath for hver skudt krokodille. [8]

## Andre lande
I Vietnam, der er verdens næststørste eksportør af ris, betyder oversvømmelserne, at rishøsten bliver ødelagt og i Cambodja er der den højeste vandstand i ti år og 17 provinser er erklæret i undtagelsestilstand. En million mennesker vurderes påvirket af oversvømmelserne, mens 32.000 mennesker er evakuerede og 200 er døde. 13% af rishøsten ventes af blive ødelagt. . I Myanmar savnes 60 personer, der frygtes druknet . Pr. 19. oktober 2001 er 55 personer omkommet i Vietnam, men der savnes fire. Regeringen udtaler, at 170.000 hjem er oversvømmede. 